# NGC 5088
NGC 5088 is een spiraalvormig sterrenstelsel in het sterrenbeeld Maagd. Het hemelobject werd op 18 april 1855 ontdekt door de Ierse astronoom William Parsons.

## Synoniemen
- MCG -2-34-34
- IRAS13176-1218
- PGC 46535